# RSpec
RSpec — предметно-орієнтований інструмент для тестування коду на Ruby, написаний на Ruby. BDD каркас широкого використання.
Основна ідея інструменту — керована тестами розробка, за якої спочатку пишуться тести, а після цього — код програми.

## Використання
RSpec надає предметно-орієнтовану мову для опису поведінки об'єктів. Ключові слова, які використовуються в RSpec, схожі на ті, які використовуються в інших мовах.
Кожна система тестування працює в наступному потоці: є певний контекст, де відбуваються певні події, описується результат, що очікується. Методи describe(), context() та it() є основноми при написанні коду за допомогою RSpec.
describe()
Метод describe() використовується для опису класів, методів або групи прикладів.
```
describe
 
'Some spec'
 
do

...

end

```

context()
Блок context() призначений для класу чи методу, що можна згрупувати за контекстом. Міститься всередині describe().
```
describe
 
'Some spec'
 
do

    
context
 
'Some context within describe'
 
do

        
....

    
end

end

```

it()
Метод для опису прикладу в контексті. Міститься всередині context() або describe(), якщо перший відсутній.
```
describe
 
'Some spec'
 
do

    
context
 
'Some context within describe'
 
do

        
it
 
'Some example within context'
 
do

            
puts
 
'First test is here.'

        
end

    
end

end

```